# Окуґава Масая
Окуґава Масая (яп. 奥川 雅也; нар. 14 квітня 1996, Кока, Сіґа, Японія) — японський футболіст, півзахисник «Аугсбурга», який виступає в оренді за клуб Другої Бундесліги «Гамбург».

## Клубна кар'єра

### «Кіото Санґа»
У 2009 році перейшов з місцевого «Аяно Бойс Клаб» до юнацької команди «Кіото Санґа». Пройшов молодіжну структуру «Санґа» й у вересні 2014 року підписав з ними професійний контракт. У березні 2015 року вперше зіграв за збірну Джей-ліги U-22 у Джей-лізі 3. Загалом провів чотири матчі за команду. Дебютував у першій команді «Кіото Санґа» 5 травня 2015 року в нічийному (1:1) поєдинку Джей-ліги 2 проти «Гіфу», в якому на 59-й хвилині замінив Міяйоші Такумі. Першим голом за команду відзначився в червні 2015 року в нічийному (2:2) матчі проти «Ойта Трініта»

### «Ред Булл» (Зальцбург)
5 червня 2015 року «Ред Булл» (Зальцбург) оголосив про підписання контракту з Окуґавою з «Кіото Санґа», за нерозголошену плату, за чутками, близько 100 мільйонів ієн. Одразу ж для підготовки до першої команди відправився в оренду до фарм клубу зальцбуржців, «Ліферінга». У серпні 2015 року дебютував за вище вказаний клуб у поєдинку Другої ліги проти «Капфенбергера». Того ж місяця відзначився своїм першим голом за «Ліферінг», у переможному (2:1) поєдинку проти «Аустрії» (Лустенау). У своєму першому ж сезоні в фарм-клубі «Ред Булла» провів 30 матчів, у яких відзначився трьома голами.
У сезоні 2016/17 років провів 34 матчі в другому дивізіону, в яких відзначився 5-ма голами. На сезон 2017/18 років відправився в оренду клубу Бундесліги «Маттерсбург». Свій перший матч у Бундеслізі зіграв у серпні 2017 року проти «Штурму» (Грац), в якому «Маттерсбург» поступився з рахунком 2:3. У листопаді 2017 року відзначився своїм першим голом у Бундеслізі, в переможному (3:1) матчі проти «Аустрії» (Відень). У вище вказаному сезоні провів 27 матчів у Бундеслізі за «Маттерсбург», у яких відзначився п'ятьма голами. Після закінчення оренди повернувся до Зальцбурга на сезон 2018/19 років й отримав підвищення до основного складу «Ред Булл» (Зальцбург).
31 серпня 2018 року було оголошено, що Окуґава приєднається до «Гольштайн Кіля» в оренду до завершення сезону 2018/19 років . За «Кіль» провів 19 матчів у Другій Бундеслізі, в яких відзначився 5-ма голами.
Повернувся до Зальцбурга на сезон 2019/20 років. У липні 2019 року нарешті зіграв свою першу гру за Зальцбург у Кубку Австрії проти «Парндорфа 1919». Його перша гра за «Зальцбург» у Бундеслізі відбулася в тому ж місяці в переможному (2:0) поєдинку проти віденського «Рапіда», у якій він відзначився останнім голом. 3 листопада 2020 року відзначився своїм першим голом у Лізі чемпіонів УЄФА 2020/21 років у програному (2:6) матчі проти мюнхенської «Баварії». За півтора роки в Зальцбурзі провів 30 матчів у Бундеслізі, в яких відзначився 9-ма голами.
31 січня 2021 року приєднався до німецького клубу «Армінія» (Білефельд) в оренду до завершення сезону. Угода містила опцію викупу. До завершення оренди японець провів за «Армінію» 13 матчів у німецькій Бундеслізі, в яких відзначився одним голом.

### «Армінія» (Білефельд)
26 липня 2021 року «Армінія» (Білефельд) оголосила, що Масая підписав повноцінний контракт із клубом до літа 2024 року. У своєму першому сезоні після підписання контракту відзначився 4-ма голами у матчах Бундесліги поспіль, у період між 16-м і 19-м турами. За підсумками сезону «Армінія» понизилася в класі.

### «Аугсбург»
5 липня 2023 року «Аугсбург» оголосив, що Окуґава вільним агентом підписав із клубом 3-річний контракт. Через декілька травм двічі виходив на поле на короткий проміжок часу в першій половині сезону.

#### «Гамбург»
14 січня 2024 року приєднався до «Гамбурга» з Другої Бундеслігм в оренду до завершення сезону. Став четвертим японським гравцем, який грав за «Гамбург».

## Кар'єра в збірній
У 2014 році провів три матчі у складі юнацької збірної Японії (U-18). 10 січня відзначився голом у переможному (3:0) поєдинку проти Туреччини.

## Статистика виступів

### Клубна
Станом на 5 травня 2023
| Клуб                           | Сезон             | Ліга               | Ліга  | Ліга | Нац. кубок | Нац. кубок | Конт. кубок | Конт. кубок | Загалом | Загалом |
| Клуб                           | Сезон             | Дивізіон           | Матчі | Голи | Матчі      | Голи       | Матчі       | Голи        | Матчі   | Голи    |
| ------------------------------ | ----------------- | ------------------ | ----- | ---- | ---------- | ---------- | ----------- | ----------- | ------- | ------- |
| «Кіото Санґа»                  | 2015              | Джей-ліга 2        | 5     | 1    | 0          | 0          | —           | —           | 5       | 1       |
| «Ліферінг» (оренда)            | 2015–16           | Перша ліга         | 30    | 3    | —          | —          | —           | —           | 30      | 3       |
| «Ліферінг» (оренда)            | 2016–17           | Перша ліга         | 34    | 5    | —          | —          | —           | —           | 34      | 5       |
| «Ліферінг» (оренда)            | Загалом           | Загалом            | 64    | 8    | 0          | 0          | 0           | 0           | 64      | 8       |
| «Маттерсбург» (оренда)         | 2017–18           | Бундесліга Австрії | 27    | 5    | 3          | 3          | —           | —           | 30      | 8       |
| «Гольштайн Кіль» (оренда)      | 2018–19           | Друга Бундесліга   | 19    | 5    | 2          | 0          | —           | —           | 21      | 5       |
| «Ред Булл» (Зальцбург)         | 2018–19           | Бундесліга Австрії | 0     | 0    | 0          | 0          | 0           | 0           | 0       | 0       |
| «Ред Булл» (Зальцбург)         | 2019–20           | Бундесліга Австрії | 23    | 9    | 5          | 2          | 5           | 0           | 33      | 11      |
| «Ред Булл» (Зальцбург)         | 2020–21           | Бундесліга Австрії | 7     | 0    | 2          | 1          | 5           | 2           | 14      | 3       |
| «Ред Булл» (Зальцбург)         | Загалом           | Загалом            | 30    | 9    | 7          | 3          | 10          | 2           | 47      | 14      |
| «Армінія» (Білефельд) (оренда) | 2020–21           | Бундесліга         | 13    | 1    | 0          | 0          | —           | —           | 13      | 1       |
| «Армінія» (Білефельд)          | 2021–22           | Бундесліга         | 33    | 8    | 2          | 1          | —           | —           | 35      | 9       |
| «Армінія» (Білефельд)          | 2022–23           | Друга Бундесліга   | 30    | 5    | 2          | 1          | —           | —           | 32      | 6       |
| «Армінія» (Білефельд)          | Загалом           | Загалом            | 76    | 14   | 4          | 2          | 0           | 0           | 80      | 16      |
| «Аугсбург»                     | 2023–24           | Бундесліга         | 0     | 0    | 0          | 0          | —           | —           | 0       | 0       |
| Усього за кар'єру              | Усього за кар'єру | Усього за кар'єру  | 221   | 42   | 16         | 8          | 10          | 2           | 247     | 52      |

1. ↑  Чотири матчі в Лізі чемпіонів УЄФА, один матч у Лізі Європи УЄФА
2. ↑  Матчі в Лізі чемпіонів УЄФА

## Досягнення
«Ред Булл» (Зальцбург)
- Бундесліга Австрії
  -  Чемпіон (1): 2019/20

- Кубок Австрії
  -  Володар (1): 2019/20